# 环糊精

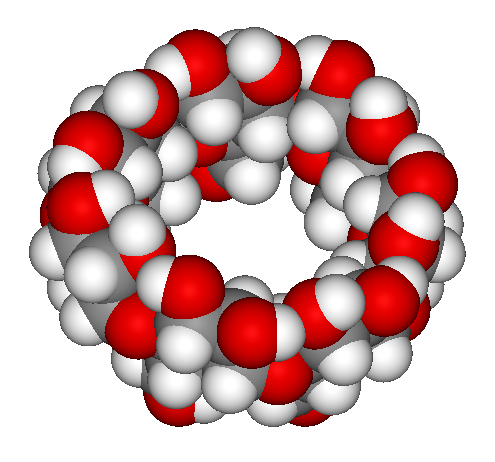
β-环糊精的空间填充模型.

环糊精是由6个或更多的吡喃葡萄糖分子形成的环状低聚糖的总称，由环糊精葡萄糖基转移酶作用于淀粉所产生。
- 常见的环糊精有α-环糊精，β-环糊精，γ-环糊精，δ-环糊精四种，组成它们的吡喃葡萄糖分子数为6，7，8，9。它们可用有机溶剂沉淀分离。环糊精在酸性条件下易水解。
- 环糊精的分子形状如同轮胎，各葡萄糖残基的C-2和C-3原子上的二级羟基位于环糊精圆环的分子一端，直径稍大，而C-6上的一级羟基位于另一端，直径稍小。环糊精分子内部为一个呈“V”字型的疏水性空穴，内径大小为0.5~1.0nm，可对苯环等进行包接形成复合物。
- 环糊精用于食品、香料、医药、化合物拆分等方面，也用于模拟酶研究。还可以用作核磁共振位移试剂的诱导强化剂等。

三种主要类型环糊精的化学结构.

## 参阅
- 糊精